# جان لويس برنارد
جان لويس برنارد (بالفرنسية: Jean-Louis Bernard) هو سياسي فرنسي، ولد في 31 مارس 1938 في فرنسا. حزبياً، نشط في الاتحاد من أجل حركة شعبية والاتحاد من أجل الديمقراطية الفرنسية والحزب الراديكالي.

## مناصب
- انتخب نائب فرنسي عن دائرة الدائرة الثالثة للواريت [الإنجليزية]‏ خلال فترته النيابية [الإنجليزية]‏ (20 يونيو 2007 – 19 يونيو 2012).
- انتخب نائب فرنسي عن دائرة الدائرة الثالثة للواريت [الإنجليزية]‏ خلال فترته النيابية  [لغات أخرى]‏ (19 يونيو 2002 – 19 يونيو 2007).
- انتخب عضو مجلس جهوي.
- انتخب رئيس بلدية [الإنجليزية]‏ أورليان (1 أكتوبر 1988 – 19 مارس 1989).
- انتخب نائب فرنسي عن دائرة الدائرة الثالثة للواريت [الإنجليزية]‏ خلال فترته النيابية  [لغات أخرى]‏ (12 يونيو 1997 – 18 يونيو 2002).
- انتخب نائب فرنسي عن دائرة الدائرة الثالثة للواريت [الإنجليزية]‏ خلال فترته النيابية  [لغات أخرى]‏ (2 أبريل 1993 – 21 أبريل 1997).